# Раннерс (велоклуб)
Велосипедный клуб Раннерса 1910 года (дат. Randers Cykleklub af 1910) — датский любительский велосипедный клуб, расположенный в городе Раннерс. Штаб-квартира клуба находится на улице Лангванген.

## История клуба
Клуб был основан 11 мая 1910 года, когда три местных велоклуба были объединены в один, что позволило создать более сильную платформу для развития велоспорта в регионе. Самый старый из них датируется 1894 годом. Это объединение ознаменовало начало традиции продвижения как соревновательного, так и любительского велоспорта в Раннерсе

## Мероприятия и соревнования
Клуб активно занимается организацией велогонок и мероприятий, привлекая как любителей, так и профессиональных велосипедистов.
С 2012 года клуб является организатором велосипедной недели Раннерса, под эгидой Международного союза велосипедистов (UCI) и в сотрудничестве с промоутером гонок, Бьярне Ольсеном. Кроме того, клуб организует такие гонки, как CAMPIONE Fjordløbet, традиционно проходящую в первое воскресенье Раннерсской фестивальной недели, и Nishiki Løbet, открытую для всех классов с лицензией.
Клуб предлагает регулярные тренировки, включая клубные вечера каждый понедельник с 19:00 до 20:00. Особое внимание уделяется детям и подросткам от 8 до 16 лет, для которых предоставляются велосипеды напрокат, чтобы новые члены могли попробовать велоспорт, прежде чем вкладывать деньги в свое оборудование. Тренировки для взрослых и юниоров старше 16 лет часто проводятся вместе, но адаптируются в зависимости от уровня. Для маунтинбайка тренировки согласовываются внутри группы клуба в Facebook, поскольку для этой дисциплины нет фиксированного расписания.

## Членство и социальные аспекты
Членство в велосипедном клубе Раннерса 1910 даёт доступ к ряду преимуществ, включая участие в клубных мероприятиях и гонках, получение лицензии на соревнования через Датский союз велосипедистов (DCU) и использование клубных соглашений и скидок. Клуб тесно сотрудничает с Randers Cykelmotion, другим местным велосипедным клубом, деля помещения на Лангванген 6 и организуя совместные мероприятия, такие как клубные поездки, рождественские ужины и вечера. Ежегодный взнос за членство в Randers Cykelmotion составляет 400 крон, что является одним из самых низких в Дании.

## Достижения и успехи
Клуб отмечен значительными достижениями своих членов в различных гонках.
В 2021 году гонщики клуба завоевали несколько призовых мест, включая Мартина Асвига, занявшего 3-е место в классе Элита B в Колинне, Йеспера Кристиансена, занявшего 2-е место в классе Мастер Мужчины B, и Юлие Альберте Шмидт, занявшей 2-е место в классе U15P в Скельскёре. В том же году Мартин Асвиг выиграл золото в классе Мужчины Элита B на Ютландско-Фюнском чемпионате в Брёрупе, а Юлия Альберте Шмидт завоевала серебро в классе U15 среди девушек.
В 2024 году на гонке в Оддере Феликс Вюрц Ингвардсен занял 3-е место в классе U15, а Лине Васехус Ибсен выиграла класс B, что привело к её повышению до класса A.

## Контакты и присутствие в социальных сетях
Для связи с клубом доступны электронная почта и личные встречи на клубных вечерах. Председатель Йёрген Шмидт доступен по телефону. Клуб также активно представлен в социальных сетях, особенно через свою страницу в Facebook, где члены и заинтересованные лица могут следить за новостями и мероприятиями. На сайте клуба можно найти дополнительную информацию о гонках, тренировках и членстве.

## Известные члены клуба
- Бьярне Рийс[12]
- Мадс Вюрц Шмидт
- Йёрген Шмидт
- Санне Шмидт
- Лотте Шмидт[дат.][13]
- Нильс Лау Нюборг Броге[дат.]
- Сюзанне Вюрц